# 1851 en Lorraine
Chronologie de la Lorraine
- 1847
- 1848
- 1849
- 1850
- 1851
- 1852
- 1853
- 1854
- 1855

Cette page est une liste d'événements qui se sont produits durant l'année 1851 en Lorraine.

## Événements
- Ouverture du Musée lorrain[1].
- 29 mai : ouverture de la ligne de chemin de fer entre Paris et Bar-le-Duc[2].
- Octobre : première parution du tri-hebdomadaire Le Républicain - journal de la Moselle qui remplace Le républicain démocrate de la Moselle[3].
- 2 décembre : aucune agitation en Lorraine à la suite du coup d'État de Louis-Napoléon Bonaparte[2].

### Presse écrite
- 30 janvier : dernier numéro de Le Travailleur - journal du peuple créé en 1848 « Cesse de paraître suite à un arrêt de la Cour d'appel de Nancy »[4].
- 12 juillet : création de L'Indicateur de la Moselle - journal spécial d'annonces et d'affaires", hebdomadaire qui paraîtra jusqu'en 1852[5].
- Octobre  : création de Le Républicain : journal de la Moselle", imprimé à Nancy, vient à la suite du Républicain démocrate de la Moselle et n'ira pas au delà de quelques numéros[3].

## Naissances

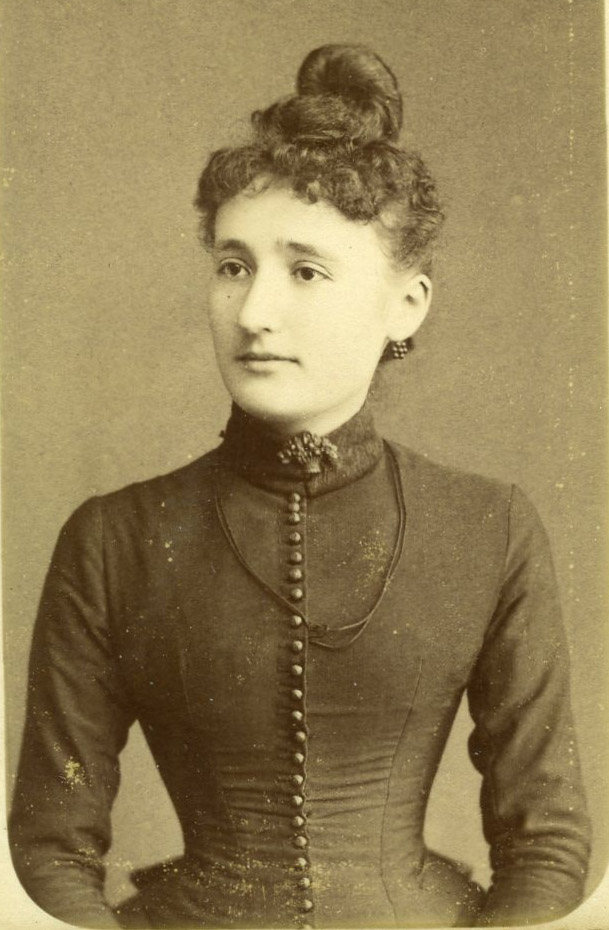
Claire Mohant.

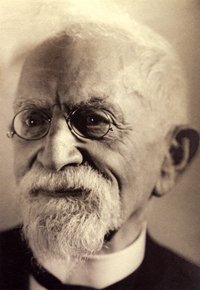
Émile Mayer.

- 13 février à woippy : Joseph Janin, maître verrier, mort le 24 octobre 1910 à Raon-l'Étape.
- 22 mars à Raon-l'Étape (Vosges) : Paul Descelles, mort à Saint-Dié le 5 juillet 1915, un peintre français. Il peint d'abord des décors pour une faïencerie de Raon-l'Étape où travaille déjà son père, puis se fait connaître par ses portraits sur émail, mais peint également sur toile et produit en outre des illustrations pour plusieurs magazines. Ses œuvres sont exposées à Paris et il remporte plusieurs médailles en province.
- 22 avril :
  - à  Bar-le-Duc : Marcel Hébert, mort le 12 février 1916 à Paris, philosophe français, d'abord prêtre catholique puis professeur à l'Université libre de Bruxelles. Il joue un rôle dans la crise moderniste. Ses ouvrages abordent la question religieuse tant sous l'angle philosophique que psychologique.
  - à Nancy : Claire Mohant, décédée à Toulouse le 30 décembre 1919, est une scientifique française. Botaniste très influente à son époque, elle a contribué à de nombreuses recherches et découvertes dans le domaine génétique et botanique, notamment sur les formes fractales végétales. Elle a aussi porté beaucoup d'intérêt aux travaux de ses contemporains du milieu artistique nancéien, en plein effervescence, comme on sait, avec l'émergence du mouvement de l'École de Nancy.
- 30 avril  à Vexaincourt : Alphonse Lecuve, mort le 26 février 1944 à Toulon, contre-amiral français.
- 8 mai à Nancy : Émile Mayer (mort à Paris le 28 novembre 1938), officier supérieur français, connu pour ses idées sur la mécanisation des armées modernes, notamment sur le rôle prépondérant que devaient jouer l'aviation et les véhicules blindés, idées qui inspirèrent Charles de Gaulle[6].
- 22 juin à Lunéville : Joseph Osbach[7], mort à Paris le 16 juin 1894[8], sculpteur français.
- 2 juillet à Nancy : Alexandre Grosjean, homme politique français décédé le 1er septembre 1922 à Besançon.
- 12 juillet à Gremilly : Prosper Lecourtier[9], sculpteur animalier français.
- 21 juillet à Courcelles-Chaussy : Paul Dorveaux, historien et médecin français.
- 8 août à Metz : Jules Lagneau, mort à Paris le 22 avril 1894, professeur français de philosophie. S'interrogeant sur la perception et les conditions de la connaissance, il développa la méthode réflexive en psychologie.
- 12 août à Metz : Albert Bettannier, peintre français[10], mort le 17 novembre 1932 dans le 10e arrondissement de Paris[11].
- 12 septembre à Badonviller : Nicolas Fenal, parfois orthographié « Fénal », homme politique français décédé le 8 mai 1905 à Pexonne (Meurthe-et-Moselle).
- 14 septembre à Foug : Adolphe Manier, et mort à Vichy (Allier) le 30 juillet 1929, évêque catholique français, évêque de Belley de 1910 à 1929.
- 29 novembre à Épinal : Paul Oudin, décédé à Paris le 10 novembre 1923[12], médecin français.

## Décès
- 3 février à Nancy : Joseph Nicolas Noël Brice, né le 24 décembre 1783 à Lorquin (Meurthe), général français.
- 27 juillet à Sarreguemines : François Nicolas Roger-Belloguet est un homme politique français né le 12 mars 1772 à Le Tholy (Grand-gouvernement de Lorraine-et-Barrois, actuel département des Vosges).
- 17 septembre à Nancy : François René Cailloux, dit Pouget, fils du chirurgien ordinaire du roi de Pologne, né le 28 juillet 1767 à Craon (Meurthe-et-Moselle), général français de la Révolution et de l’Empire.